# Hôtel van Zuylen
L'hôtel van Zuylen est un hôtel particulier situé à Bruges.

## Localisation
L'hôtel particulier est situé au Boomgaardstraat 13 à Bruges.

## Historique
L'hôtel a été construit par l'architecte Isidore Alleweireldt (nl).
Le baron Prosper van Zuylen van Nyevelt (1835-1912), fils du bourgmestre Jean-Jacques van Zuylen van Nyevelt, et son épouse Pélagie en sont les premiers propriétaires privés. 
En 1876, le général Narcisse Ablaÿ de Perceval (1806-1879), gouverneur militaire de la province de Flandre-Occidentale acquiert l'hôtel de la famille van Zuylen van Nievelt. 
La veuve du général Ablaÿ, fille du député Jean-Henri de Perceval, revend l'hôtel en 1887 à l'avocat libéral Auguste Vander Meersch (1845-1912). 
Entre 1906 et 1919, la famille Carpentier-Mulkens en est propriétaire. 
L'avocat Joseph Muylle-Schramme (1886-1945) en devient ensuite propriétaire, puis le docteur Venri Godar (1909-1955) de 1942 à 1955.

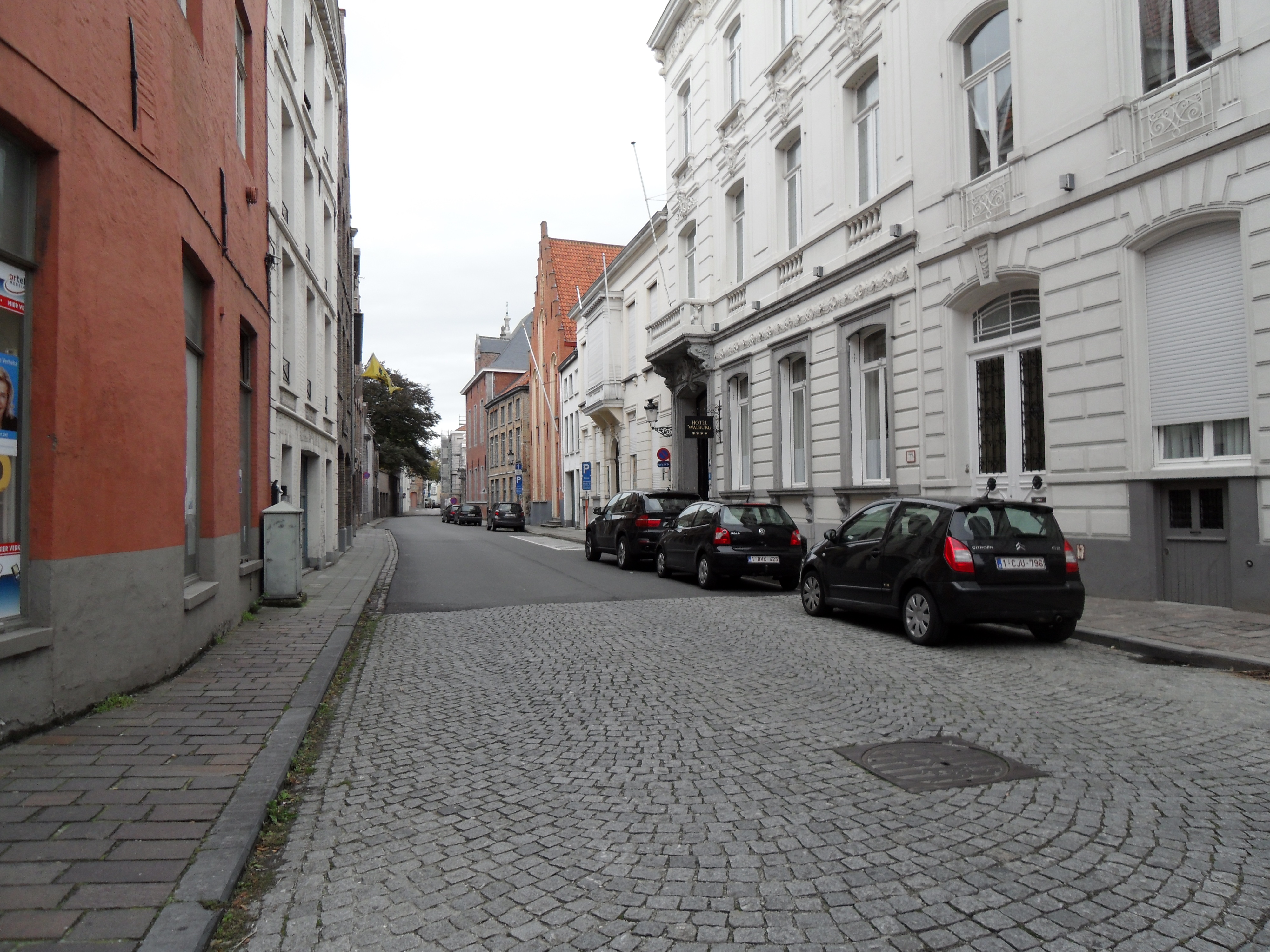
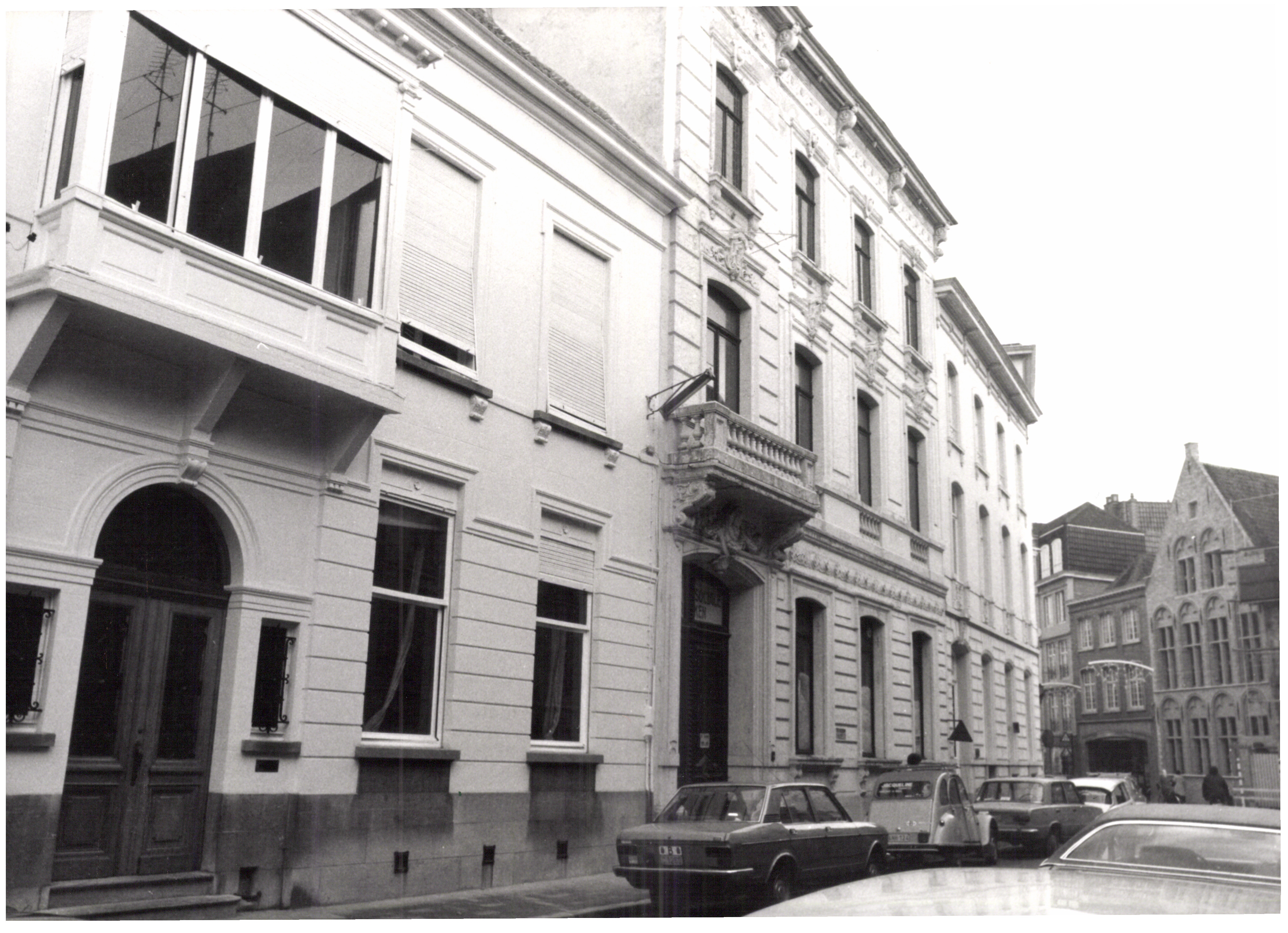